# Dragan Jovašević
Dragan Jovašević (Vukovar, 23. oktobar 1958) srpski je novinar, publicista, književnik, doktor pravnih nauka, univerzitetski profesor, leksikograf, bibliograf, akademik.

## Biografija
Rođen je 23. oktobra 1958. godine u Vukovaru (Republika Hrvatska). U rodnom gradu završio je osnovnu školu Ivo Lola Ribar i gimnaziju Tomo Goreta.
Pravni fakultet Univerziteta u Beogradu je upisao 1977.godine da bi 1981.godine za nepune četiri godine diplomirao kao jedan od najboljih studenata. Na istom fakultetu je septembra 1985.godine odbranio magistarsku tezu : Narkomanija kao socijalno-patološka pojava i njen kriminogeni značaj. Doktorsku disertaciju pod nazivom : Krivično delo falsifikovanja isprave je odbranio maja 1995. godine na Pravnom fakultetu Univerziteta u Beogradu.
U periodu 1984-1990.godine bavio se novinarstvom, publicistikom i književnim radom kada je objavio šest istorijskih romana u Srbiji i Hrvatskoj.
Posle rada u bankarstvu, privredi i državnoj upravi, 2004. godine je otpočeo univerzitetsku karijeru na Pravnom fakultetu Univerziteta u Nišu kao vanredni profesor za predmet Krivično pravo. Na istom fakultetu je 2009. godine stekao zvanje redovnog profesora.
U periodu 1982-2024.godine objavio je više od 180 knjiga: udžbenika, praktikuma, monografija, komentara zakona, zbirki zakona, kao i preko 700 naučnih i stručnih radova u domaćim i inostranim časopisima (Ruska federacija, SAD, Bugarska, Rumunija, Mađarska, Kanada, Slovenija, Hrvatska, Bosna i Hercegovina, Crna Gora, Severna Makedonija). Takođe je učestvovao sa referatima na više od 200 naučnih i stručnih konferencija, kongresa, savetovanja i skupova u zemlji i inostranstvu.
Najznačajnija su mu autorska dela: Leksikon krivičnog prava (četiri izdanja - Beograd: 1998, 2002, 2006. i 2011. godine), Leksikon krivičnog prava Bosne i Hercegovine, Sarajevo, 2018.godine i Bibliografija krivičnog prava Bosne i Hercegovine 1914—2014, Sarajevo 2015. godine.
Dobitnik je više nagrada i priznanja.